# Schizonycha valida
Schizonycha valida är en skalbaggsart som beskrevs av Karl Henrik Boheman 1859. Schizonycha valida ingår i släktet Schizonycha och familjen Melolonthidae. Inga underarter finns listade i Catalogue of Life.